# Балаклава (головной убор)
Балакла́ва (англ. balaclava от названия города Балаклавы), или лыжная маска — головной убор (вязаная шапка, шлем), закрывающий голову, лоб и лицо, оставляя небольшую прорезь для глаз, рта или для овала лица. Является наиболее распространённой разновидностью подшлемника, в связи с чем эти понятия нередко употребляют как синонимы.
Фактически соединяет в себе шапку и маску-шарф. Традиционно изготавливалась из шерсти, в настоящее время[когда?] — также из различных видов синтетического трикотажа.

## История

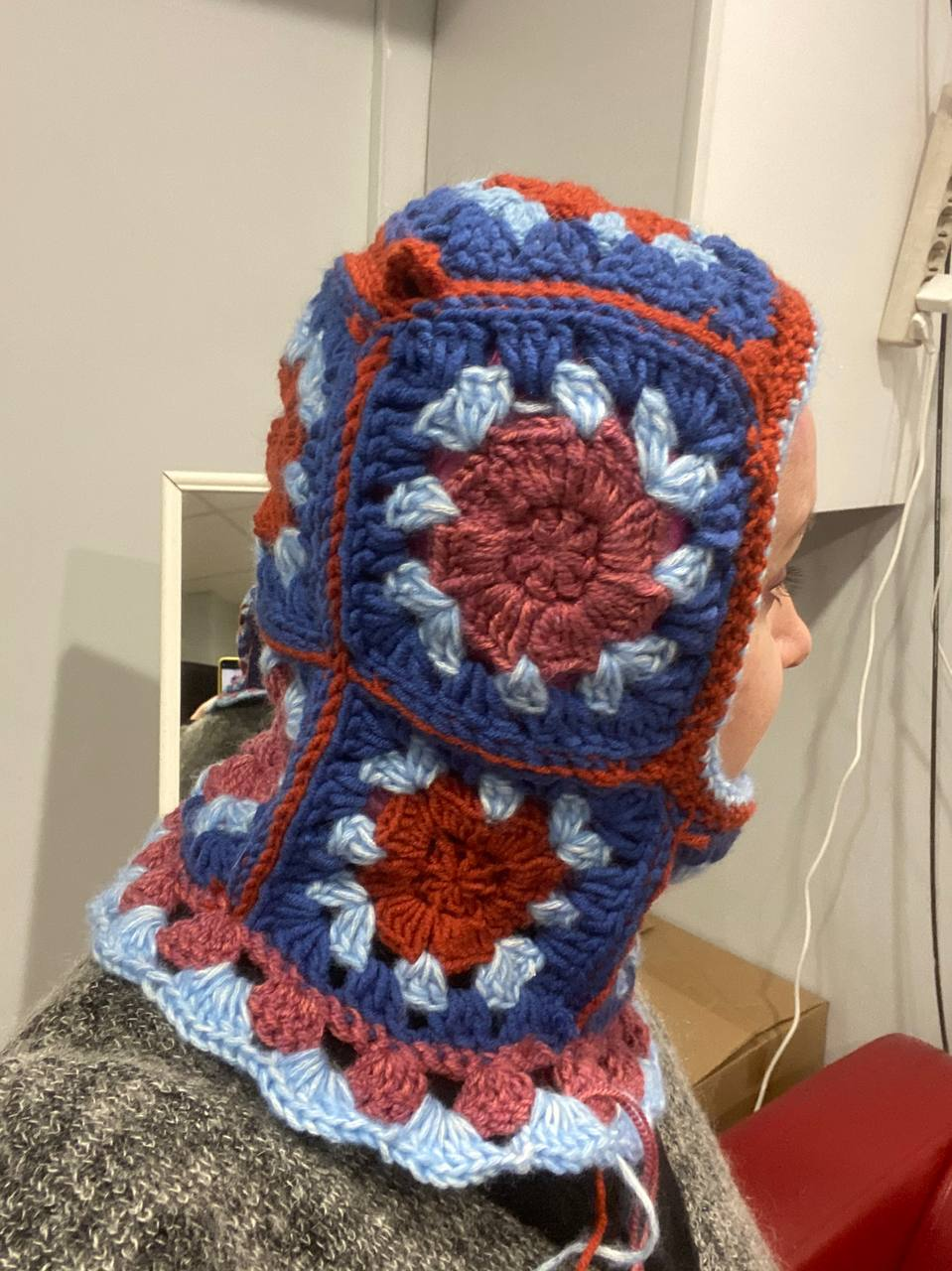
Балаклава, связанная элементом бабушкин квадрат

Солдаты британской армии во время Крымской войны так сильно мёрзли под городом Балаклавой, что придумали вязаную шапку и назвали её в честь города. Зима 1854—1855 года была очень холодной, а большая часть британских войск не получила вовремя зимнего обмундирования, жилья и питания.

## Функциональность
Балаклава представляет собой маску с отверстиями для глаз и носа. Она — популярный подшлемник (или внутренняя шапка) для горнолыжников и сноубордистов. Согревает лицо, так как защищает от встречного ветра. Балаклавы бывают разных расцветок, с подкладкой и без. Вариант из флиса, мембранных тканей, виндстопера используют в спорте и туризме. Балаклавы из огнеупорных материалов используются для защиты головы от открытого пламени. Существуют балаклавы для пожарных, танкистов, автогонщиков. В ряде стран подобные маски носят бойцы спецподразделений во время операций. Балаклавы часто используют преступники для сокрытия личности.
Также балаклаву можно носить как обычную вязаную шапку, завернув её в несколько раз.

## Другие названия
Также шапка подобного покроя может носить название «пасамонтана» (транскрипция — пасамонтанья; от исп. pasamontañas — «через горы»; предположительно, из-за их использования жителями гор или альпинистами). Такое название популярно в леворадикальных и антиглобалистских кругах, в которых пасамонтана играет роль символа повстанческой борьбы. В частности, пасамонтана — неотъемлемый атрибут имиджа субкоманданте Маркоса. Нередко пасамонтана используется участниками радикальных демонстраций с целью скрыть свою личность.

## Балаклава и терроризм
Участники террористических организаций нередко используют балаклаву как средство сокрытия лиц.
- Организация «Чёрный сентябрь» использовала зелёные балаклавы при совершении теракта на Олимпиаде в Мюнхене в 1972 году.
- Большинство терактов ИРА и ЭТА совершено с использованием разноцветных балаклав.

Вместе с тем во многих странах мира балаклава используется для сокрытия лиц сотрудников антитеррористических подразделений полиции и вооружённых сил.

## Известные случаи использования
- Во время своих экспедиций Роберт Скотт и Эрнест Шеклтон использовали балаклавы для защиты головы и лица от холода.
- Субкоманданте Маркос, легенда и общепризнанный символ антиглобализма, появляется на публике исключительно в кепке, надетой на балаклаву.
- Командир украинского добровольческого батальона «Донбасс» Семен Семенченко до 1 сентября 2014 года появлялся на публике только в балаклаве.
- Цветные балаклавы являются частью сценического образа феминистской панк-рок-группы Pussy Riot.
- В британском телешоу «Fonejacker[англ.]» главный герой, совершающий звонки-розыгрыши, носит балаклаву.
- Отряды спецназа разных стран используют балаклаву как часть формы.
- Ниндзя — средневековые японские разведчики и диверсанты — в распространённом в кинофильмах образе обычно носят чёрную балаклаву, полностью скрывающую лицо, за исключением глаз.